# Eduard Wedekind (Politiker)
Heinrich Friedrich Georg Eduard Wedekind (* 16. August 1805 in Osnabrück; † 14. November 1885 in Arnstadt) war ein deutscher Politiker. Er gehört der Familie Wedekind zur Horst an, deren Familienstiftung auf sein Betreiben hin 1845 gegründet worden ist.

## Leben
Eduard Wedekind studierte in Göttingen Jura und war aktiv in der damals noch bestehenden Studentenverbindung Osnabrugia, die später in dem damals noch bestehenden Corps Guestphalia aufging. Seit seiner Studentenzeit war er freundschaftlich mit Heinrich Heine verbunden, der in der gleichen Studentenverbindung aktiv war. Er gehörte verschiedenen parlamentarischen Vertretungen an.
1840 und 1841 war er zunächst Mitglied der Hannoverschen Stände, 1848 war er Teilnehmer am sogenannten Vorparlament und anschließend vom 18. Mai 1848 bis zum 30. Mai 1849 für den 5. hannoverschen Wahlkreis in Sulingen Abgeordneter der Deutschen Nationalversammlung in der Frankfurter Paulskirche. Dort gehörte er zuerst dem rechtsliberalen Casino, dann der Fraktion Landsberg und schließlich der Fraktion des Württemberger Hofes und damit dem linken Zentrum an. Weil er häufig in seinen Parlamentsreden die Redewendung „Ich bezweifele, dass...“ benutzte, bekam er den Beinamen „Reichszweifler“. Er setzte sich in der Paulskirche für die sogenannte großdeutsche Lösung mit Österreich als Teil Deutschlands ein.
Nach dem Scheitern der Revolution 1848/49 zog sich Eduard Wedekind aus der Politik zurück und war beruflich als Richter tätig. 1880 wurde er zum Justizrat ernannt.

## Werke
- Studentenleben in der Biedermeierzeit. Ein Tagebuch aus dem Jahre 1824. Nachdruck. Vandenhoeck & Ruprecht, Göttingen 1927. (unveränderter Nachdruck, hrsg. von H. H. Houben, ebenda 1984)
- herausgegeben und eingeleitet: Theobald Wilhelm Broxtermanns Sämtliche Werke. Rackhorst, Osnabrück 1841.
- Ein Leben – Gedichte. Helwingsche Hofbuchhandlung, Hannover 1852.
- Wiener Briefe an deutsche Freunde. Wien 1863.